# Harumichi Tatekawa

a Compétitions nationales et continentales officielles uniquement.

b Matchs officiels uniquement.
Dernière mise à jour le 11 juillet 2023.
Harumichi Tatekawa (立川 理道, Tatekawa Harumichi), né le 2 décembre 1989 à Nara (Japon), est un joueur de rugby à XV international japonais évoluant aux postes de demi d'ouverture ou de centre. Il évolue avec le club des Kubota Spears en League One depuis 2012. Il mesure 1,80 m pour 95 kg.

## Carrière

### En club
Harumichi Tatekawa a commencé par évoluer en championnat japonais universitaire avec son club de Tenri University entre 2008 et 2012.
Il a ensuite fait ses débuts professionnels en 2012 avec le club des Kubota Spears situé à Funabashi et qui évolue en Top League. Avec ce club, il joue 42 matchs et inscrit 282 points. Avec ce club, il remporte la Top League Est A (D2) en 2012.
En 2014, il rejoint la franchise australienne des Brumbies qui évolue en Super Rugby,. Il ne dispute cependant pas le moindre match et quitte la franchise à l'issue de la saison.
Il rejoint en 2016 la nouvelle franchise japonaise de Super Rugby : les Sunwolves. Il dispute quatre saisons avec cette équipe.
En 2019, il fait une pige de quelques semaines avec la province néo-zélandaise d'Otago en NPC.
En 2023, il mène son club des Kubota Spears vers un titre de League One, après une victoire en finale face aux Saitama Wild Knights. Auteur d'une bonne performance, il est élu homme du match de cette rencontre, et reçoit également quelques jours plus tard le titre de meilleur joueur de la saison.

### En équipe nationale
Harumichi Tatekawa joue avec la sélection japonaise des moins de 20 ans en 2009, et dispute le championnat du monde junior cette année là.
Il obtient sa première cape internationale avec l'équipe du Japon le 28 avril 2012 à l’occasion d’un match contre l'équipe du Kazakhstan à Almaty.
Il fait partie du groupe japonais choisi par Eddie Jones pour participer à la Coupe du monde 2015 en Angleterre. Il dispute les quatre matchs de son équipes, contre l'Afrique du Sud, l'Écosse, les Samoa, et les États-Unis.
Sous le mandat de Jamie Joseph, il n'entre jamais vraiment dans les plans du sélectionneur et ne dispute pas la Coupe du monde 2019,.
En juin 2022, après quatre ans d'absence en sélection, il fait son retour pour un match face à l'Uruguay,.

## Palmarès

### En club
- Vainqueur de la Top Ligue Est A en 2012.
- Vainqueur de la League One en 2023.

### En équipe nationale
- 56 sélections avec le Japon depuis 2012.
- 64 points (8 essais, 2 pénalités, 9 transformations).
- Participation à la Coupe du monde 2015 (4 matchs).